# Ruprecht 106
Ruprecht 106 – młoda gromada kulista znajdująca się w odległości około 69,1 tys. lat świetlnych od Ziemi w kierunku konstelacji Centaura. Została odkryta w 1961 roku przez J. Ruprechta. Początkowo sklasyfikowana jako gromada otwarta typu III2m. Znajduje się 60,3 tys. lat świetlnych od centrum Galaktyki.
Gromada Ruprecht 106 wykazuje silne podobieństwo do innej gromady kulistej Fornax 4 należącej do Karła Pieca oraz Terzan 7 pochodzącej prawdopodobnie z Karła Strzelca. Wskazuje to na to, że gromada Ruprecht 106 może pochodzić z nieistniejącej już sferoidalnej galaktyki karłowatej.